# Ката Пејновић
Ката Пејновић (рођ. Богић; Смиљан, код Госпића, 23. март 1899 — Загреб, 10. новембар 1966) била је учесница Народноослободилачке борбе, друштвено-политичка радница Народне Републике Хрватске и народни херој Југославије.

## Биографија
Рођена је 23. марта 1899. године у подвелебитском селу Смиљан, код Госпића. Њен отац Дмитар Богић је радио у жандармеријској служби у Доњем Лапцу, а пошто се разболео, рано је отишао у пензију у вратио се у родни Смиљан. У браку са Јеленом Добрић из Доњег Лапца, имао је деветоро деце, а Ката је била шеста. Породица је тешко живела од малог сеоског имања и очеве пензије, која није била велика. Пошто отац није могао радити, породицу је делом издржавала мајка која је била кројачица. Најстарија ћерка је шила заједно са њом, а другу ћерку је послала у Госпић, где је учила како се шију градска одела. Како би синовима обезбедили бољи живот слали су их на учење заната. Ката се од малих ногу бавила кућним пословима, а од 1906. до 1910. године је похађала основну школу.
Поред свакодневних послова, налазила је времена да чита и да друге упућује на читање. Од 1936. године почиње да прати напредну штампу, прихвата политику КПЈ и извршава партијске задатке. У кантама за млеко доносила је партијски материјал из Госпића и растурала га по селима западне Лике. Активно је радила у партијској фракцији „Сељачког кола“ и „Сељачке слоге“, на политичком и културном уздизању сељана. Године 1938. примљена је у чланство Комунистичке партије Југославије (КПЈ). Првој окружној конференцији КП Хрватске за Лику, 1940. године, изабрана је за члана ОК КПХ за Лику.
После окупације Краљевине Југославије и стварања Независне Државе Хрватске, радила је на припремама за оружани устанак. Обилазила је села, упућивала народ да се склања од усташког терора и да прикупља оружје за устанак. У јулском покољу, усташе су јој убиле супруга и три сина.
После отпочињања оружаног устанка у Лици, Ката је радила на формирању организације Антифашистичког фронта жена у Лици. У мају 1942. године, поново је изабрана за члана ОК КПХ за Лику, а у септембру исте године за председника Окружног одбора АФЖ за Лику. На Првом заседању АВНОЈ-а у Бихаћу, новембра 1942. године, изабрана је за већника АВНОЈ-а (била је тада једина жена већник АВНОЈ-а).
Исте године, на Првој конференцији АФЖ-а у Босанском Петровцу изабрана је за председницу АФЖ Југославије. На Првом и Другом заседању ЗАВНОХ-а бирана је за већника, а на Трећем заседању 1944. године и за члана Председништва ЗАВНОХ-а. На Првој конференцији АФЖ Хрватске јуна 1943. године, изабрана је за члана извршног одбора Главног одбора АФЖ Хрватске.
После ослобођења Југославије, Ката је била потпредседник Сабора НР Хрватске и председник Одбора за молбе и жалбе Републичког већа Сабора НР Хрватске. На Другом конгресу КП Хрватске изабрана је за члана Централног комитета.
Бирана је за републичког и савезног посланика. Била је члан Извршног одбора Савеза ратних и војних инвалида Југославије, члан Извршног одбора ССРН Хрватске, и члан Извршног одбора Конференције за друштвену активност жена Хрватске. Имала је чин потпуковника ЈНА у резерви.
Преминула је 10. новембра 1966. у Загребу. Сахрањена је у Гробници народних хероја на загребачком гробљу Мирогој.
Носилац је Партизанске споменице 1941. и других југословенских одликовања, међу којима су — Орден Републике са златним венцем, Орден заслуга за народ са златном звездом, Орден братства и јединства са златним венцем, Орден рада са црвеном заставом и Орден за храброст. Указом председника СФР Југославије Јосипа Броза Тита постхумно је 3. јуна 1968. одликована Орденом народног хероја.